# Хитовете на Преслава
Хитовете на Преслава е албум на Преслава. Под номер едно в сборния албум е обявената за „Песен на 2013“ от Годишните музикални награди на телевизия „Планета“ – “Режим „Неприлична“. „Хитовете на Преслава“ събират песни от всички години. „Лъжа е“, „Водка с утеха“, „Дяволско желание“, „И когато съмне“ са само малка част от песните, които попадат в албума. От последните години са включени „Разкрий ме“, „Лудата дойде“, „Как ти стои“, „По моята кожа“ и още много други.
Три дуета с Борис Дали намират място в селекцията – „Правено е с друг“, „Първи в сърцето“, „Бързо ли говоря“. „Не ми пречи“ и „Усещане за Мерилин“ – дуетните песни с Константин също са включени в „Хитовете на Преслава“. Колаборацията с Анелия „Няма да съм друга“ и „Пия за тебе“ с Елена Паришева допълват сборния албум. 

## Песни
1. Режим „неприлична“
2. Кажи „здравей“
3. Лъжа е
4. Скоро
5. Разкрий ме
6. По моята кожа
7. Новата ти
8. Не съм ангел
9. Лудата дойде
10. Пази се от приятелки
11. Финални думи
12. Няма да съм друга (дует с Анелия)
13. И когато съмне
14. Дяволско желание
15. Феномен
16. Зле разпределени
17. Водка с утеха
18. Като за финал
19. Бягай
20. Моят нов любовник (дует с Nadia Zahoor)
21. Добрини
22. Не ми пречи (дует с Константин)
23. Интрига
24. Последен адрес
25. Ти да видиш
26. Наивница на годината
27. Как ти стои
28. Предай се на желанието
29. Дишай
30. Силните мъже
31. Мъж на хоризонта
32. Почвай ме
33. Правено е с друг (дует с Борис Дали)
34. Не съм за теб
35. За него не питай
36. Другата
37. Мръсно и полека
38. Ако ще да боли
39. Червена точка
40. Не и утре
41. 100 причини
42. Пет промила любов
43. Нощна смяна
44. Обещай ми
45. Пия за теб (дует с Елена)
46. Завинаги твоя
47. Право на влюбване
48. Жените след мен
49. Заклевам те
50. По-влюбен от всякога
51. От добрите момичета
52. Не можеш да си влюбен
53. По-добре
54. Уморих се
55. Първи в сърцето (дует с Борис Дали)
56. Пак ще ме обичаш
57. Нищо друго
58. Предай се на желанието 2
59. Откакто те познавам
60. Точно това искам
61. Не ми говори за любов (дует с DJ Джери)
62. Още ти пука
63. Остави ми
64. Лъган си и ти
65. Всичко свърши
66. Хайде, откажи ме (дует с Галена)
67. Бързо ли говоря? (дует с Борис Дали)
68. Умирам
69. Обещание
70. Усещане за Мерилин (дует с Константин)